# Selkäkari (ö i Finland, Birkaland, Södra Birkaland, lat 61,18, long 23,96)
Selkäkari är en ö i Finland.   Den ligger i kommunen Ackas i den ekonomiska regionen  Södra Birkaland och landskapet Birkaland, i den södra delen av landet, 120 km norr om huvudstaden Helsingfors.